# Koen Bouwman
Koen Bouwman (Ulft, Países Baixos, 2 de dezembro de 1993) é um ciclista profissional neerlandês, membro da equipa Team Jumbo-Visma.

## Palmarés
- 2015
  - 1 etapa do Giro do Vale de Aosta

- 2017
  - 1 etapa do Critério do Dauphiné[1]

- 2021
  - 3.º no Campeonato dos Países Baixos Contrarrelógio

- 2022
  - 2 etapas do Giro d'Italia, mais classificação da montanha

## Resultados em Grandes Voltas
| Corrida | Corrida         | 2012 | 2013 | 2014 | 2015 | 2016  | 2017 | 2018 | 2019 | 2020 | 2021 | 2022 |
| ------- | --------------- | ---- | ---- | ---- | ---- | ----- | ---- | ---- | ---- | ---- | ---- | ---- |
|         | Giro d'Italia   | —    | —    | —    | —    | —     | —    | 50.º | 41.º | Ab.  | 12.º | 21.º |
|         | Tour de France  | —    | —    | —    | —    | —     | —    | —    | —    | —    | —    | —    |
|         | Volta a Espanha | —    | —    | —    | —    | 123.º | 41.º | —    | —    | —    | 42.º | —    |

—: não participa

Ab.: abandono